# Karl Ludwig Costenoble

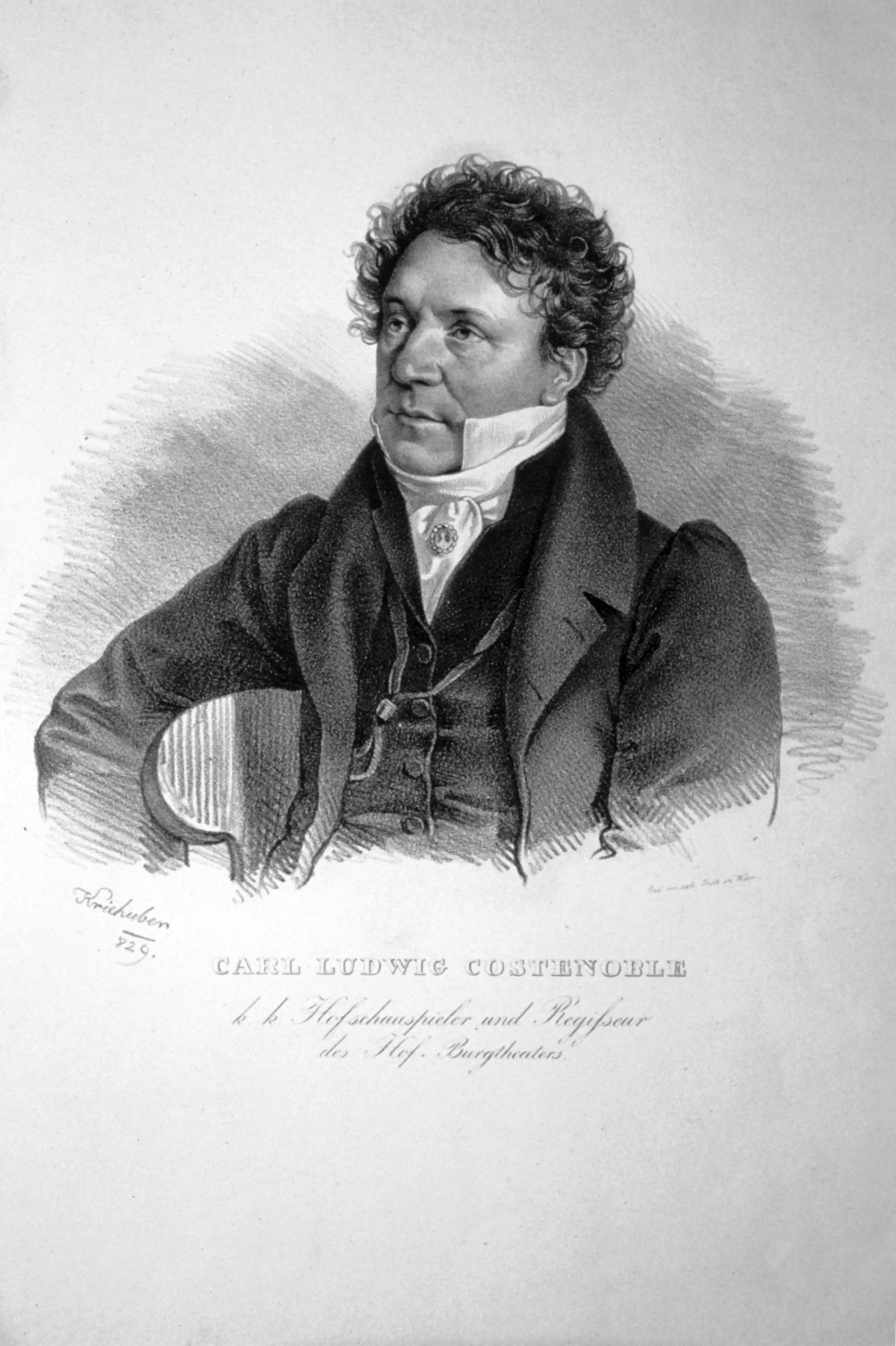
Carl Ludwig Costenoble, Lithographie von Josef Kriehuber, 1829

Karl Ludwig Costenoble, auch Carl Ludwig Costenoble (* 25. Dezember 1769 in Herford; † 28. August 1837 in Prag), war ein deutscher Theaterschauspieler, -regisseur und Schriftsteller.

## Leben
Carl Ludwig Costenoble war der Sohn eines reformierten Dompredigers. Seiner geplanten Bestimmung als Geistlicher entzog er sich durch die Flucht in Magdeburg. Er schloss sich verschiedenen Wanderbühnen als Schauspieler an, ehe er feste Engagements in Bayreuth, Salzburg und schließlich Hamburg erhielt, wo er am 10. März 1801 debütierte und bis 1818 als Publikumsliebling spielte, dabei verschiedene Fächer vom Sänger bis zum Charakterdarsteller und Komiker besetzend. Zu seinen berühmtesten Rollen zählten der Shylock in Shakespeares Der Kaufmann von Venedig und der Klosterbruder in Lessings Nathan der Weise.
1818 wurde Costenoble in Wien an das Hofburgtheater berufen, dessen Ensemble er bis zu seinem Tode angehörte. Der gefeierte Schauspieler war hier auch als Regisseur tätig. Costenoble starb auf einer seiner zahlreichen Tourneereisen auf der Heimreise von einem Gastspiel in Hamburg in Prag.
Verheiratet war er in erster Ehe mit der Schauspielerin Johanna Steinhäuser. Der Bildhauer Karl Costenoble war ein Sohn aus seiner zweiten Ehe. Die Wiener Volksschauspielerin Mizzi Zwerenz war seine Urenkelin.
Costenoble wurde in Wien durch ein Grabdenkmal auf dem Wiener Zentralfriedhof (Gruppe 14A, Nummer 50) geehrt, das der Bildhauer Parschalk in Form eines Obelisken ausführte und das 1910 enthüllt wurde. 1908 wurde die Costenoblegasse in Wien-Hietzing nach ihm benannt.

## Werke
Costenoble trat auch als Schriftsteller in Erscheinung. Vor allem verfasste er zahlreiche Komödien und Schauspiele, die sich großer Beliebtheit erfreuten. Außerdem schrieb er Almanach dramatischer Spiele (1810–16) und Tagebücher, die 1889 unter dem Titel Aus dem Burgtheater (1818–37) veröffentlicht wurden.